# Théâtre de Thorikós
Le théâtre de Thorikós (grec moderne : Αρχαίο Θέατρο Θορικού), situé au nord de Lavrio, était un ancien théâtre grec dans la démo de Thorikos en Attique, Grèce. C'est l'un des plus anciens théâtres grecs connus et il a été construit autour de 525-480 avant J.-C. Le théâtre est inhabituel dans son design, car il est allongé au lieu du demi-cercle typique,.

## Histoire

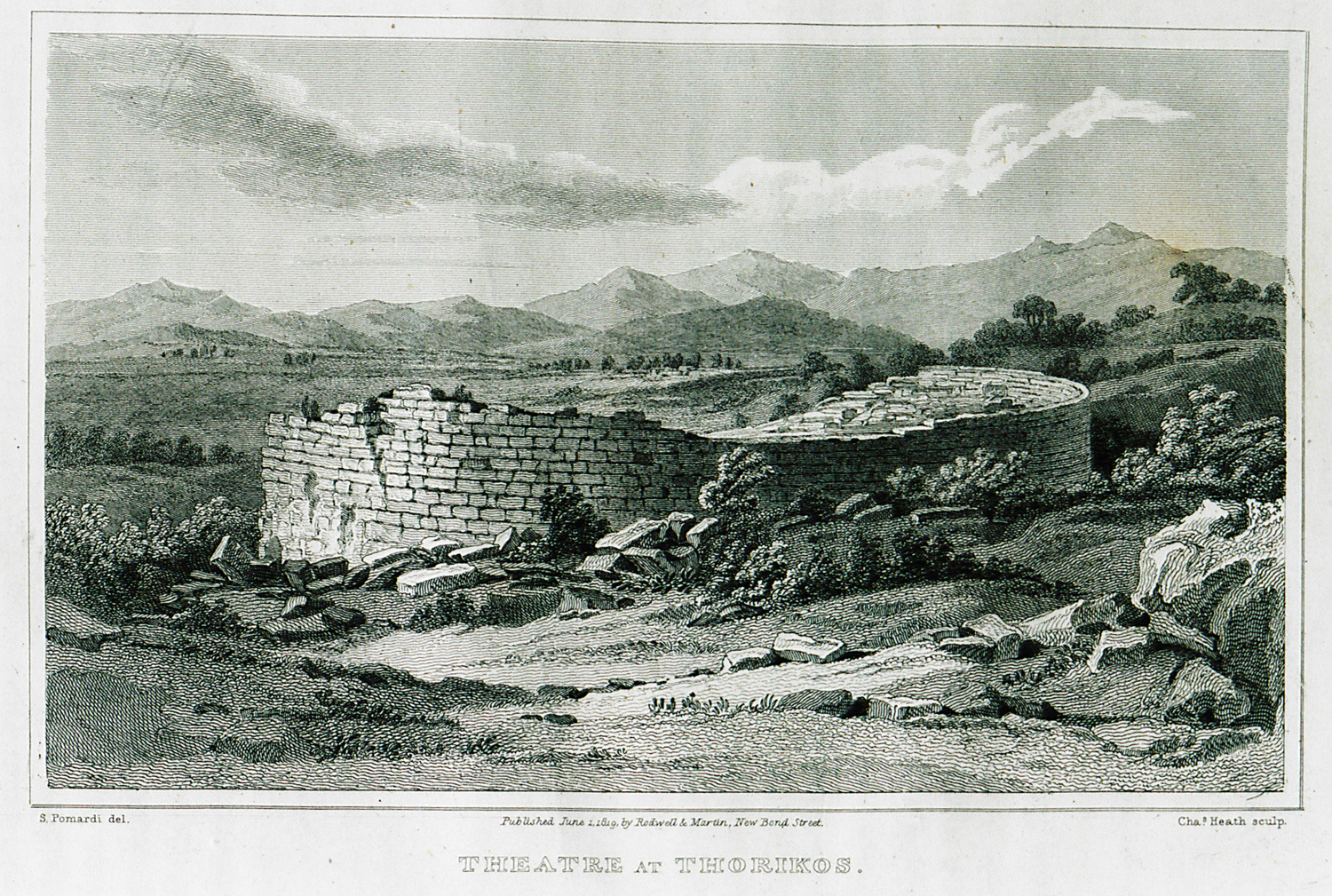
Théâtre de Thorikós en 1819.

Le théâtre de Thorikos a été construit en plusieurs étapes. La première phase de construction remonte à la fin de la période archaïque, vers 525-480 avant J.-C. Le théâtre peut être considéré comme un bâtiment grec très ancien,,.

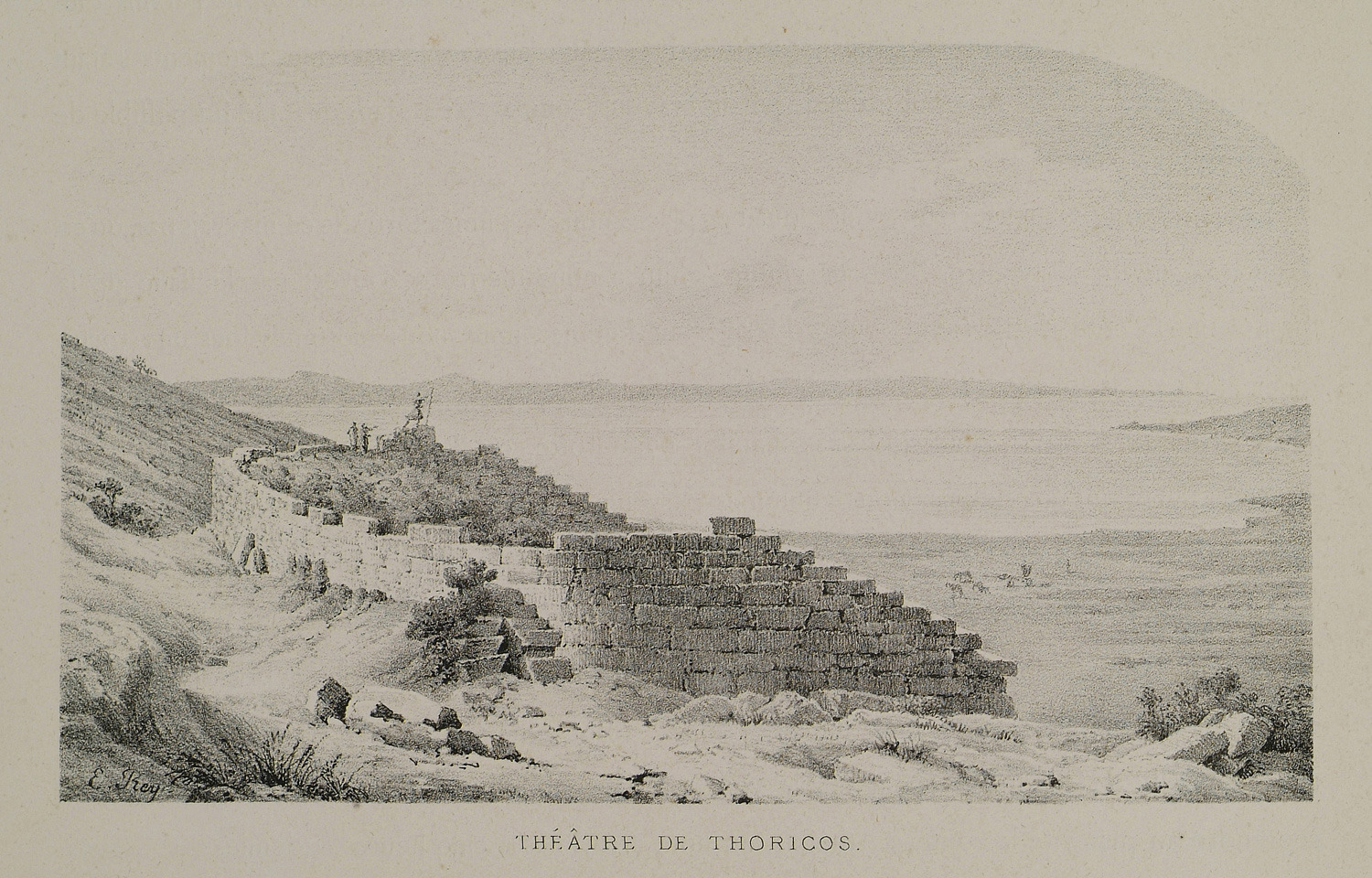
Théâtre de Thorikós dans les années 1840.

Le théâtre de Thorikós a été construit en plusieurs étapes. La première phase de construction remonte à la fin de la période archaïque, vers 525-480 avant J.-C. Le théâtre peut être considéré comme un bâtiment grec très ancien. La forme spéciale du théâtre a été expliquée précédemment par le fait qu'il aurait été construit dans son intégralité lorsque la forme des théâtres n'était pas encore établie. Plus récemment, la forme est considérée comme expliquée par le fait que des expansions ont été faites à la tribune du théâtre en étapes sur la partie la plus ancienne après sa construction. Le théâtre s'est allongé lorsqu'il a été agrandi pendant la période classique du 4e siècle avant J.-C., et des changements ont été effectués dès 300 avant J.-C.[réf. nécessaire]